# Rhagophthalmus angulatus
Rhagophthalmus angulatus är en skalbaggsart som beskrevs av Wittmer 1997. Rhagophthalmus angulatus ingår i släktet Rhagophthalmus och familjen Rhagophthalmidae. Inga underarter finns listade i Catalogue of Life.